# برتشين سفلي
برتشين سفلي (بالإنجليزية: Parchin-e Sofla)‏ هي قرية تقع في أردبيل في إيران. يقدر عدد سكانها بـ 532 نسمة بحسب إحصاء 2016.